# Hopak

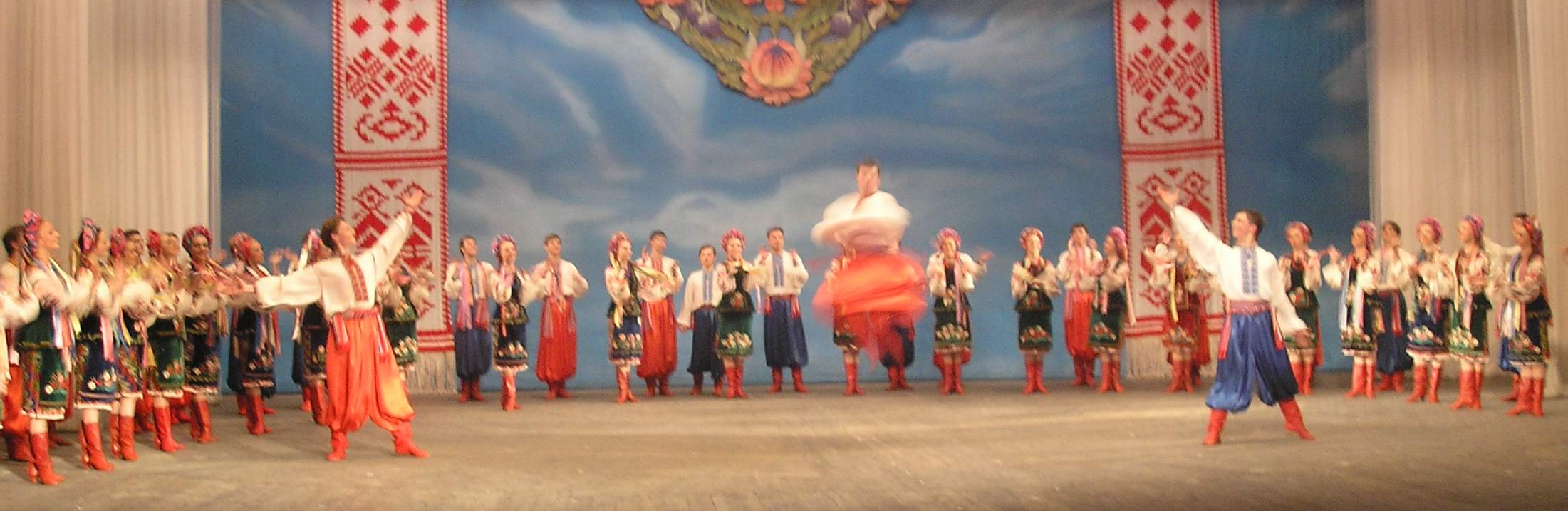
Danse hopak par la Troupe folklorique nationale ukrainienne P. Virsky.

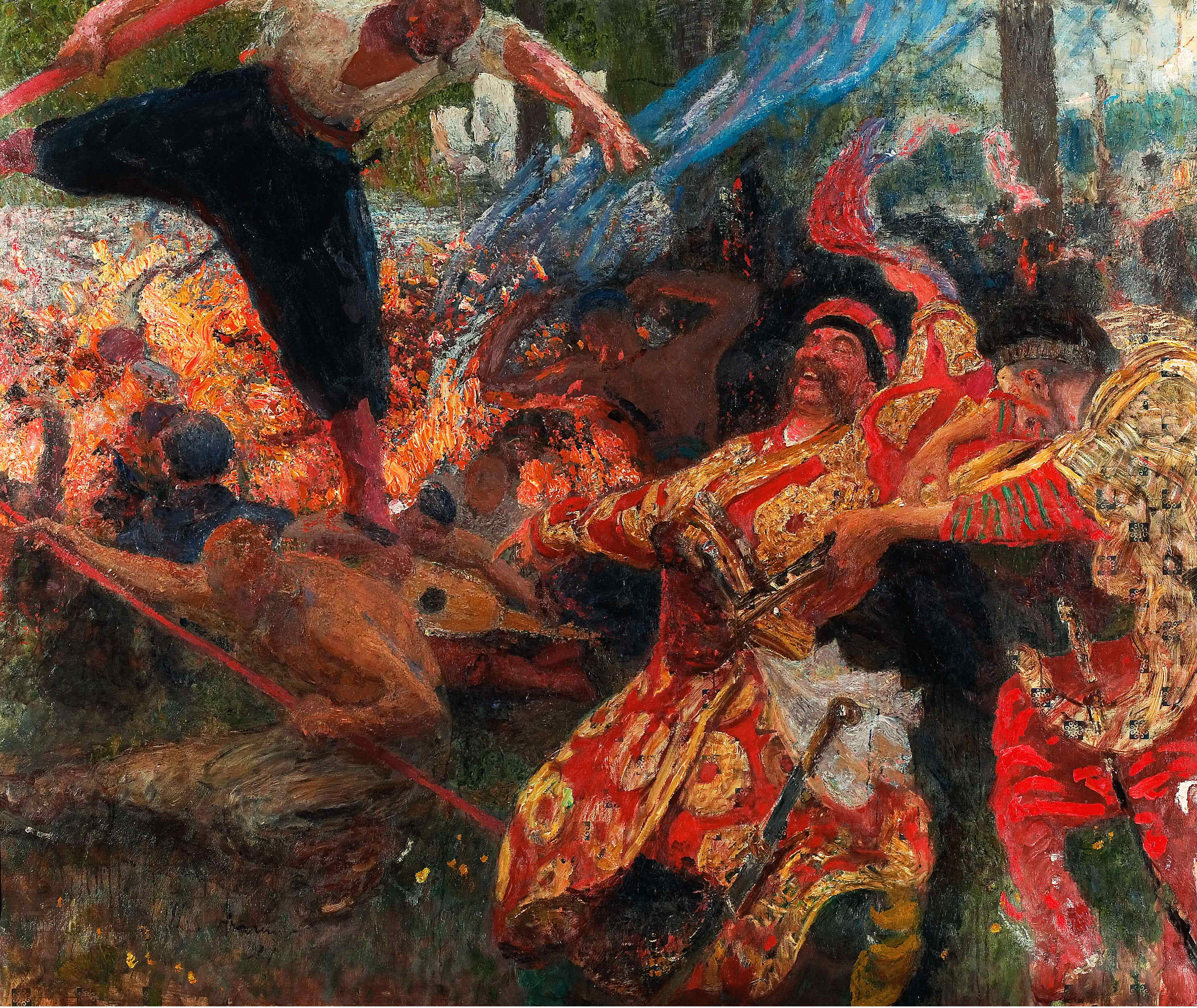
Le Gopak. Danse des cosaques zaporogues
Ilia Répine, 1926-1930
Myra Collection

Le hopak est une danse traditionnelle improvisée des cosaques d'Ukraine, accompagnée ou non de chant. Cette danse à deux temps donne lieu à de nombreux effets acrobatiques. 
La danse cosaque est une performance virtuose alliant mouvements complexes et acrobaties spectaculaires. Elle se distingue par des sauts en hauteur et en largeur, des accroupissements dynamiques et d'autres prouesses physiques. Lorsqu'elle est associée aux mouvements lyriques des danseuses, elle forme un ensemble harmonieux. Cette danse incarne l'audace, la force et la joie de vivre des cosaques ukrainiens.
De nombreux compositeurs, tels que Tchaïkovski, Moussorgski, Lyssenko, Rimski-Korsakov, Houlak-Artemovsky, Shtoharenko et Serov, ont utilisé cette danse dans leurs œuvres.